# キクユ族の名前
本記事では、キクユ族の名前に関して述べることとする。

## 名づけに関する規則
キクユ族の個人名の構成は、様々な例外は存在するが、基本的には「洗礼名+父方あるいは母方の祖父母の個人名+父親の個人名」という形をとり、姓は存在しない。2番目の祖父母の個人名は生まれた子の性別に対応する方が選ばれる。
例外の一つとしては一つ前に生まれた子供が死亡してから同性の子が生まれた場合が挙げられる。この場合も二番目の名前の相続は一応行われるが、新生児に前の子と同じ不幸が降りかかることを恐れて日常のみならず公式にも用いられるニックネームがつけられる。このニックネームは男児の場合はカリウキ（Kariũki）〈甦ったやつ〉、女児の場合はジョキ（Njoki）〈戻ってきたやつ〉が主に用いられる。
なお、一部の名前は当人および親族のクラン名が分かるものとなっている（例: ワンジル (Wanjiru) の名を持つ者はアンジル (Anjiru) クランの出身である）（参照: キクユ族#部族組織）。

## 個人名の例
以下ではキクユ族に固有の名前の一部を挙げる。キクユ語の単語は前後の語の有無や種類によって声調（高: 本項目ではアクサンテギュで表記; 低: 本項目ではアクサングラーヴで表記; 昇: 本項目ではハーチェクで表記、以上計3種類）に変化が見られるが、人名に関しても同様で、声調が示されている語の末尾にダウンステップの記号（/ꜜ/）が浮遊音調として付されているものは孤立形、つまり単独で発音される場合に後ろの方にある音節の高声調や上昇調がそのまま現れるものであり、一方で声調が示されているが末尾にダウンステップ記号がないものは、孤立形では高声調や上昇調が低声調となるものである。

### カ行
- カマウ（Kamau）

男性名。/kà.mà.úꜜ/。
- カリウキ（Kariũki）

男性名。厳密には「カリオキ」（/kà.ɾiò.kǐꜜ/）と発音される。動詞 kũriũka〈甦る〉に由来し、先に生まれた男児が死亡していた場合にその生まれ変わりと見做す意味が込められていた。
- ガンガ（Ng’ang’a）

男性名。/ɲaɲa/。
- キマニ（Kĩmani）

男性名。厳密には「ケマニ」（/kèmàníꜜ/）と発音される。
- グギ（Ngũgĩ）

男性名。厳密には「ゴゲ」（/ŋɡòɣě/）と発音される。

### サ行
- ジョキ（Njoki）

女性名。厳密には「ジョーキ」（/ɲdʑɔ̀ːkǐꜜ/）と発音される。動詞 gũcoka〈戻る〉に由来し、先に生まれた女児が死亡していた場合にその生まれ変わりと見做す意味が込められていた。
- ジュグナ（Njũgũna）

男性名。厳密には「ジョゴナ」（/ɲdʑɔ̀ɣɔ́náꜜ/）と発音される。
- ジョロゲ（Njoroge）

男性名。/ɲdʑɔ̀ɾɔ̀ɣɛ́ꜜ/。Benson (1964:335) によると、一般名詞としてはジャコウネコ科ジェネット属の生物（英: genet cat）の意味があり、先祖の霊から子供の命が守られることを祈ってつけられたとされている。

### ナ行
- ニャム（Nyamũ）

厳密には「ニャモ」（/ɲàmǒꜜ/）と発音される。一般名詞としては〈動物〉を意味するが、Benson (1964) によると先に生まれた子供が相次いで死亡した場合につけられる名である。
- ニャンブラ（Nyambura）

男性名かつ女性名。/ɲà.mbù.ráꜜ/。神話におけるキクユ族の始祖である夫婦ギクユとムンビの娘の一人の名でもある。

### ワ行
- ワイゼラ（Waithĩra）

女性名。/waiðeɾa/。ギクユとムンビの娘の一人の名でもある。
- ワイリム（Wairimũ）

女性名。厳密には「ワイリモ」（/waiɾimo/）と発音される。ギクユとムンビの娘の一人の名でもある。
- ワキウル（Wakĩũrũ）

女性名。厳密には「ワケオロ」（/wakeoɾo/）と発音される。ギクユとムンビの娘の一人の名でもある。
- ワンガリ（Wangarĩ）

女性名。厳密には「ワンガレ」（/wa.ŋɡa.ɾe/）に近い発音である。ギクユとムンビの娘の一人の名でもある。
- ワングイ（Wangũi）

女性名。厳密には「ワンゴイ」に近い発音である（/waŋɡoi/）。ギクユとムンビの娘の一人の名でもある。
- ワンゲシ（Wangeci）

女性名。/waŋɡɛɕi/。ギクユとムンビの娘の一人の名でもある。
- ワンジェリ（Wanjeri）

女性名。/wa.ɲdʑɛ.ɾi/。ギクユとムンビの娘の一人の名でもある。
- ワンジク（Wanjikũ）

女性名。厳密には「ワンジコ」に近い発音である（/wa.ɲdʑi.ko/）。ギクユとムンビの娘の一人の名でもある。
- ワンジル（Wanjirũ）

女性名。厳密には「ワンジロ」に近い発音である（/wa.ɲdʑi.ɾo/）。ギクユとムンビの娘の一人の名でもある。
- ワンボイ（Wambũi）

女性名。/wà.mboíꜜ/。ギクユとムンビの娘の一人の名でもある。